# Piotr Jewdokimow
Piotr Aleksandrowicz Jewdokimow (Iwanow), ros. Пётр Александрович Евдокимов (Иванов) (ur. 25 stycznia 1893 r. w Carskim Siole, zm. 4 maja 1965 r. w Waszyngtonie) – rosyjski, a następnie radziecki wojskowy marynarki wojennej (kapitan 1 rangi), współpracownik fińskiego wywiadu morskiego i Abwehry, oficer w oddziale szkoleniowym sztabu Sił Zbrojnych Komitetu Wyzwolenia Narodów Rosji podczas II wojny światowej.
W 1914 r. ukończył korpus morski w stopniu miczmana, zaś w 1917 r. szturmański kurs oficerski. Objął funkcję starszego zastępcy dowódcy niszczyciela "Wnimatielnyj". Brał udział w wojnie domowej w Rosji po stronie bolszewickiej. Od listopada 1918 r. dowodził okrętem strażniczym "Kokietka" Oneżskiej Flotylli Wojennej, zaś od sierpnia 1919 r. okrętu strażniczego "Zaria". W grudniu tego roku objął funkcję dowódcy dywizjonu okrętów minowych flotylli. W 1920 r. został dywizyjnym minerem 4 dywizjonu trałowców Floty Bałtyckiej. Następnie dowodził trałowcem "Szeksna", zaś od lutego 1922 r. trałowcem "Razwiedczik". W listopadzie 1923 r. został dowódcą niszczyciela "Żelezniakow". Od kwietnia 1924 r. dowodził kanonierką "Kasnaja Zwiezda". W czerwcu 1925 r. objął dowództwo niszczyciela „Lenin”, zaś w poł. listopada 1927 r. niszczyciela "Szaumian". Na pocz. marca 1931 r. objął funkcję dowódcy dywizjonu niszczycieli. Od stycznia 1933 r. był dowódcą niszczyciela "Karł Marks". W lutym 1934 r. został dowódcą 2 dywizjonu torpedowców. W poł. marca 1936 r. awansował do stopnia kapitana 1 rangi. Od marca 1938 r. dowodził 3 dywizjonem torpedowców. Na pocz. sierpnia tego roku został aresztowany przez NKWD. W poł. lipca 1939 r. skazano go, ale na pocz. 1940 r. wypuszczono na wolność i zrehabilitowano. W poł. kwietnia tego roku objął funkcję szefa sztabu szkoleniowego oddziału okrętów wyższej szkoły wojskowo-morskiej im. Frunzego. Od poł. lipca 1941 r. był szefem sztabu eskadry okrętów Floty Bałtyckiej. Dowodził transportowcem "Iosif Stalin", który na pocz. grudnia tego roku uczestniczył w ewakuacji sowieckiego garnizonu z Półwyspu Hanko. Okręt wpadł na minę morską i został poważnie uszkodzony. Kapitan 1 rangi P. A. Jewdokimow znalazł się wśród marynarzy, których z morza podjęły niemieckie okręty. Przebywał w kilku obozach jenieckich. Pod koniec 1942 r. podjął współpracę z fińskim wywiadem morskim i Abwehrą. Wykładał w różnych szkołach wywiadowczych Abwehry. W październiku 1944 r. wstąpił do nowo formowanych Sił Zbrojnych Komitetu Wyzwolenia Narodów Rosji. Od grudnia tego roku w stopniu pułkownika pełnił funkcję oficera oddziału spraw szkoleniowych sztabu Sił Zbrojnych KONR. 9 maja 1945 r. wraz ze sztabem i częścią oddziałów "własowskich" poddał się Amerykanom. Przebywał w różnych obozach jenieckich. Latem 1945 r. uniknął repatriacji do ZSRR, podając się za białego emigranta rosyjskiego. Po wypuszczeniu na wolność mieszkał krótko w Landau in der Pfalz w zachodnich Niemczech, po czym wyjechał do USA, gdzie przyjął nazwisko Alexander.